# Øster Lyng
Øster Lyng is een plaats in de Deense regio Seeland, gemeente Odsherred. De plaats telt 303 inwoners (2008).